# Площадь 60-летия Октября (Архангельск)
Пло́щадь 60-ле́тия Октября́ — площадь в городе Архангельск. Расположена в Привокзальном микрорайоне, в пределах Ломоносовского и Октябрьского округов.
Первоначальное название — Железнодорожная площадь. Переименована в 1977 году в честь 60-й годовщины Октябрьской революции. На северо-восточном крае площади расположен железнодорожный вокзал «Архангельск», в центре площади — церковь Новомучеников земли Архангельской. В направлении северо-запад — юго-восток через площадь проходит проспект Дзержинского. От площади начинается Воскресенская улица, идущая на юго-запад до набережной Северной Двины и задающая главную композиционную ось города: железнодорожный вокзал — центр — Северная Двина, включающую три архитектурных комплекса: Привокзального района с Воскресенской улицей и площадью 60-летия Октября, центральной площади (ныне площади Ленина) на месте, определённом еще генпланом Архангельска 1794 года (утверждённым Екатериной II), и набережной Северной Двины.
В конце 2021 года администрация Архангельска объявила конкурс на капитальный ремонт площади. Согласно условиям конкурса, планировочное решение должно включать в себя транзитный пешеходный переход через внутреннюю часть кольцевого перекрестка улицы Воскресенской и проспекта Дзержинского, крытый переход от остановки общественного транспорта к зданию железнодорожного вокзала и как минимум две парковки: для легковых машин во внутренней части кольца, для личного и общественного транспорта рядом с вокзалом. Во всех зонах следует обеспечить беспрепятственное и безопасное перемещение пешеходов, в том числе маломобильных. Центральная часть территории перед зданием вокзала должна выполнять преимущественно рекреационные функции. Конкурс выиграла фирма «Инвестсельстрой», которая должна будет предоставить проектно-сметную документацию до 1 сентября 2022 года.

## Здания
- Церковь новомучеников земли Архангельской — пл. 60-летия Октября, 1
- Ж/д вокзал Архангельск — пл. 60-летия Октября, 2